# Heráclio (filho de Constante II)
Heráclio (em grego: Ἡράκλειος; romaniz.: Herakleios) foi um coimperador bizantino entre 659 e 681. Alvo de uma revolta militar, acabou sendo deposto por seu irmão, o imperador sênior Constantino IV. Filho de Constante II (r. 641–668), foi elevado por seu pai à posição de coimperador em 659 ao lado de seu irmão Tibério. Com a morte do imperador, seu outro irmão Constantino IV (r. 668–685) tornar-se-ia imperador sênior. Pouco antes do Sexto Concílio Ecumênico de 680-681, Constantino tentou remover os coimperadores, o que provocou uma revolta militar no Tema Anatólico. Em algum ponto após o fim da revolta, Heráclio e Tibério foram mutilados e sumiram do registro histórico.

## Biografia

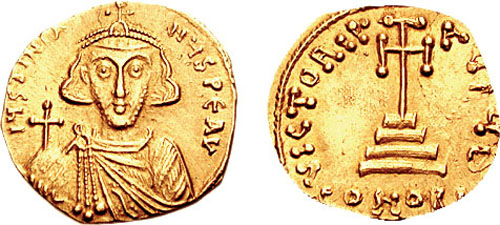
Soldo de datável de seu primeiro reinado r.

Heráclio era um dos filhos de Constante II com Fausta, filha do patrício Valentino. Apesar de seu irmão mais velho, Constantino IV, ter sido elevado à posição de coimperador em 654, cinco anos depois, antes de partir para a Itália, Constante II também elevou Heráclio e seu outro irmão Tibério à mesma dignidade. Em 663, Constante tentou fazer com que seus filhos se juntassem a ele em Siracusa, na Sicília, mas o evento provocou tamanha revolta em Constantinopla que os irmãos acabaram ficando na capital imperial; ela foi encabeçada por Teodoro de Coloneia e André.
Com a morte de Constante II em 668, Constantino IV se tornou imperador sênior. Tentou demover seus irmãos pouco antes do Sexto Concílio Ecumênico (681), causando uma revolta militar no Tema Anatólico. O exército marchou até Crisópolis e enviou delegação através do Helesponto até a capital exigindo que continuassem como coimperadores junto a Constantino. Os militares, sob comando de Leão, basearam a demanda na crença que, como o céu seria governado pela Trindade, o império deveria ser, do mesmo modo, governado por três imperadores.
Confrontado pela situação, Constantino manteve-se vigilante em relação aos irmãos e enviou um emissário de confiança, o capitão de Coloneia Teodoro, com a delicada tarefa de elogiar os soldados por sua devoção e concordar com suas propostas, tudo com o objetivo de persuadi-los a voltar aos seus acampamentos na Anatólia. Teodoro também convidou os líderes da revolta até Constantinopla para se consultarem com o senado para ver se era possível confirmar seus desejos. Contente com o aparente final feliz, o exército partiu de volta ao interior da Anatólia e os líderes do movimento ficaram na cidade. Sem a ameaça das tropas, Constantino se aproveitou para atacá-los, capturando-os e enforcando-os em Sícas.
Apesar dessa turbulência, Heráclio e Tibério participaram no concílio de 681, como sua abertura em nome dos 3 imperadores indica. Em algum momento entre 16 de setembro e 21 de dezembro de 681, Constantino ordena a mutilação dos irmãos, cortando-lhes o nariz e ordenando que suas imagens não mais fossem estampadas nas moedas e documentos imperiais. Depois, Tibério e o irmão desaparecem do registro histórico. Pensa-se que tais medidas tinham como finalidade assegurar a sucessão de seu filho, o futuro Justiniano II.